# Idioma ulithiano
El ulithiano o ulitiano es el nombre de la lengua hablada en los atolones de Ulithi y las islas vecinas. El ulitiano es una de las seis lenguas oficiales de los Estados Federados de Micronesia con unos 3000 hablantes, aunque solo 700 de ellos viven en el atolón de Ulithi.
En 2010, Habele publicó un diccionario ulithiano-inglés e inglés-ulithiano. El objetivo era crear un patrón consistente e intuitivo de la ortografía, en alfabeto romano, útil tanto para los nativos ulithianos como para los turistas a Ulithi.